# Guemar Airport
Guemar Airport är en flygplats i Algeriet.   Den ligger i provinsen El Oued, i den nordöstra delen av landet, 500 km sydost om huvudstaden Alger. Guemar Airport ligger 61 meter över havet.
Terrängen runt Guemar Airport är mycket platt. Runt Guemar Airport är det glesbefolkat, med 13 invånare per kvadratkilometer. Närmaste större samhälle är Reguiba, 9,3 km nordväst om Guemar Airport. Trakten runt Guemar Airport är ofruktbar med lite eller ingen växtlighet.